# Henry (Illinois)
Henry ist eine Stadt im Marshall County im Norden des US-amerikanischen Bundesstaates Illinois. Im Jahre 2020 hatte Henry 2320 Einwohner.

## Geografie
Henry liegt auf 41°06'47" nördlicher Breite und 89°21'37" westlicher Länge. Die Stadt erstreckt sich über 3,6 km², die ausschließlich aus Landfläche bestehen.
Henry liegt am Illinois River 55,4 km nordnordöstlich von Peoria.
Am westlichen Rand von Henry verläuft die von Nord nach Süd verlaufende Illinois State Route 29, in die die durch die Stadtmitte führende Illinois State Route 18 einmündet.
Von Henry sind es in ostnordöstlicher Richtung 199 km nach Chicago, über Illinois’ 173 km entfernte Hauptstadt Springfield sind es 333 km nach St. Louis, die Quad Cities liegen 140 km in westnordwestlicher Richtung.

## Geschichte
1834 wurde der Ort Henry gegründet und nach dem General James D. Henry benannt. Für die Anlage der Siedlung wurde eine hoch über dem Illinois River gelegene Stelle gewählt, sodass kein Hochwasser den Ort bedrohen konnte.
1854 wurde dem Ort der Status City verliehen.

## Demografische Daten
Bei der Volkszählung im Jahre 2000 wurde eine Einwohnerzahl von 2540 ermittelt. Diese verteilten sich auf 1014 Haushalte in 678 Familien. Die Bevölkerungsdichte lag bei 713,8/km². Es gab 1.114 Wohngebäude, was einer Bebauungsdichte von 313,1/km² entsprach.
Die Bevölkerung bestand im Jahre 2000 aus 97,7 % Weißen, 0,5 % Afroamerikanern, 0,2 % Indianern, 0,2 % Asiaten und 0,1 % anderen. 1,3 % gaben an, von mindestens zwei dieser Gruppen abzustammen. 0,6 % der Bevölkerung bestand aus Hispanics, die verschiedenen der genannten Gruppen angehörten.
23,9 % waren unter 18 Jahren, 6,9 % zwischen 18 und 24, 24,1 % von 25 bis 44, 23,0 % von 45 bis 64 und 22,1 % 65 und älter. Das mittlere Alter lag bei 42 Jahren. Auf 100 Frauen kamen statistisch 88,1 Männer, bei den über 18-Jährigen 87,1.
Das mittlere Einkommen pro Haushalt betrug $40.236, das mittlere Familieneinkommen $50.375. Das mittlere Einkommen der Männer lag bei $39.919, das der Frauen bei $18.621. Das Pro-Kopf-Einkommen belief sich auf $18.473. Rund 5,7 % der Familien und 5,6 % der Gesamtbevölkerung lagen mit ihrem Einkommen unter der Armutsgrenze.